# Zhangdian (köpinghuvudort i Kina, Jiangsu Sheng, lat 32,40, long 120,05)
Zhangdian är en köpinghuvudort i Kina. Den ligger i provinsen Jiangsu, i den östra delen av landet, omkring 120 kilometer öster om provinshuvudstaden Nanjing. Antalet invånare är 66 234. Befolkningen består av 33 816 kvinnor och 32 418 män. Barn under 15 år utgör 13,0 %, vuxna 15-64 år 69 %, och äldre över 65 år 17,0 %.
Runt Zhangdian är det tätbefolkat, med 849 invånare per kvadratkilometer. Närmaste större samhälle är Taizhou, 16,5 km nordväst om Zhangdian. Trakten runt Zhangdian består till största delen av jordbruksmark.
Genomsnittlig årsnederbörd är 1 307 millimeter. Den regnigaste månaden är juli, med i genomsnitt 264 mm nederbörd, och den torraste är januari, med 34 mm nederbörd.